# ميخائيل فيليبس (صحفي)
ميخائيل فيليبس (بالإنجليزية: Michael Phillips)‏ هو صحفي وناقد سينمائي أمريكي، ولد في 1961 في كينوشا في الولايات المتحدة.

## وصلات خارجية
- ميخائيل فيليبس على موقع IMDb (الإنجليزية)
- ميخائيل فيليبس على موقع روتن توميتوز (الإنجليزية)
- ميخائيل فيليبس على موقع كينوبويسك (الروسية)